# Akademie von Gelati

Die Gebäude der früheren Akademie von Gelati

Die Akademie von Gelati bestand seit dem 12. Jahrhundert und war lange das kulturelle und bildende Zentrum Georgiens. Sie war Teil der Klosteranlage von Gelati in der Nähe der Stadt Kutaissi, der alten Hauptstadt des Königreiches Georgien.

## Geschichte
Die Akademie wurde im Jahr 1106 von David dem Erbauer nach dem Vorbild der Akademie von Mangana in Konstantinopel gegründet. An ihr waren Wissenschaftler, Theologen, Philosophen und Rechtsgelehrte beschäftigt, die vorher entweder in ausländischen Klöstern oder an der Mangana-Akademie tätig gewesen waren. Zu den berühmtesten zählen Ioane Petrizi und Arsen Ikaltoeli. Aufgrund der an der Akademie geleisteten Beiträge zur Bildung und Kultur wurde sie auch Neo-Hellados oder zweites Athen genannt.

## UNESCO-Welterbe
Mit der gesamten Klosteranlage gehört auch das Gebäude der ehemaligen Akademie von Gelati seit 1994 zum UNESCO-Welterbe.